# Gálffy Mihály
Martonosi Gálffy Mihály (Firtosmartonos, 1817 – Marosvásárhely, 1854. március 10.) magyar vértanú, ügyvéd, kardvívóbajnok.

## Családja
A nagy múltú székely primor Gálffy család martonosi ágának unitárius vallású sarja. Elemi iskoláit szülőfalujában, a gimnáziumot Székelykeresztúron, jogi tanulmányait Kolozsvárt végezte. 1843-ban az alma materében rendezett nagyszabású kardvívóversenyen mindenkit, még két vívómestert is maga mögé utasítva győzedelmeskedett. 
Előbb Székelykeresztúr szolgabírája volt, majd 1848-ban ügyvédi irodát nyitott Marosvásárhelyen.
Megnősült, három gyermeke született. Testvérbátyjának dédunokája, Lányi Zsolt kisgazdapárti magyarországi országgyűlési képviselő (1990 és 2002 között). Oldalági leszármazottai még Gálffy Bódi Tamás festő-grafikusművész, Gálffi László színművész és Meister Éva színművésznő, akinek szépanyja Gálffy Mária, Mihály húga volt.
A család szombatfalvi ágának nevezetes tagjai: Gálffy Ignác (1859–1940) a magyar kereskedelmi szakoktatás úttörője, a miskolci kereskedelmi iskola alapítója (ott utca is viseli nevét) és fia Gálffy Imre, Miskolc 1944 és 1949 között hivatalban volt, tragikus sorsú polgármestere.

## Mártíromsága
A Makk József nevével fémjelzett Makk-féle összeesküvésben fölkérték, hogy a száműzetésből való hazatérését tervezgető Kossuth Lajos erdélyi hatalomra jutását előkészítse. Minden a legnagyobb titokban folyt, de a francia kormány a megígért segítség helyett elárulta a magyarokat közös ellenségüknek, a bécsi kamarillának. Azok addig semmit sem tudván a dologról, kémeket küldtek ki Erdélybe, majd újabb árulás folytán (a beépült áruló Bíró Mihály kisgörgényi földbirtokos volt, aki már 1848-ban is gyanúsan viselkedett, 1849-ben pedig alkalmasint beszervezték az osztrák hatóságok) az összeesküvést felgöngyölítették, vezetőit Bécsben felségárulás vádja alá helyezték, s kötél általi halálra ítélték.
Gálffy Mihályt, sógorát, Török Jánost, a református kollégium vallás-, erkölcs- és földrajztanárát és Horváth Károly földbirtokost, akinek balavásári szőlejében a hazafiak egykor találkoztak, Benedek Dániel és Bertalan László ismeretlen foglalkozású (az obeliszken nem is szereplő) székely mártírokat a zokogó nép között állig fölfegyverzett katonák hurcolták Marosvásárhelyen végig, a vesztőhelyre. A részvét és tiltakozás jeléül a lakosok minden ablakba fehér szalagot tűztek. A Postaréten akasztással végezték ki őket 1854. március 10-én. Tetemüket ott, helyben földelték el, mésszel való leöntésüktől, a közhangulat miatt, eltekintettek. Bágyi Török János feleségét, Törökné Gálffy Rózát szintén halálra ítélte Haynau, az osztrák császár azonban nem engedélyezte nők kivégzését, így Kufstein várbörtönében, rabságban halt meg.

## Emlékezete
Emléküket az 1875. június 27-én felavatott marosvásárhelyi Székely vértanúk emlékműve őrzi, ahol mártíromságuk évfordulóján megemlékezést tartanak több tízezres magyarság részvételével, a közelgő március 15. ünneplésével és aktuális politikai követelésekkel.
2011-ben szülőfalujában emlékművet avattak a tiszteletére. A bronzszobor Zavaczki Walter Levente székelyudvarhelyi szobrászművész alkotása.